# Christiaan van der Klaauw

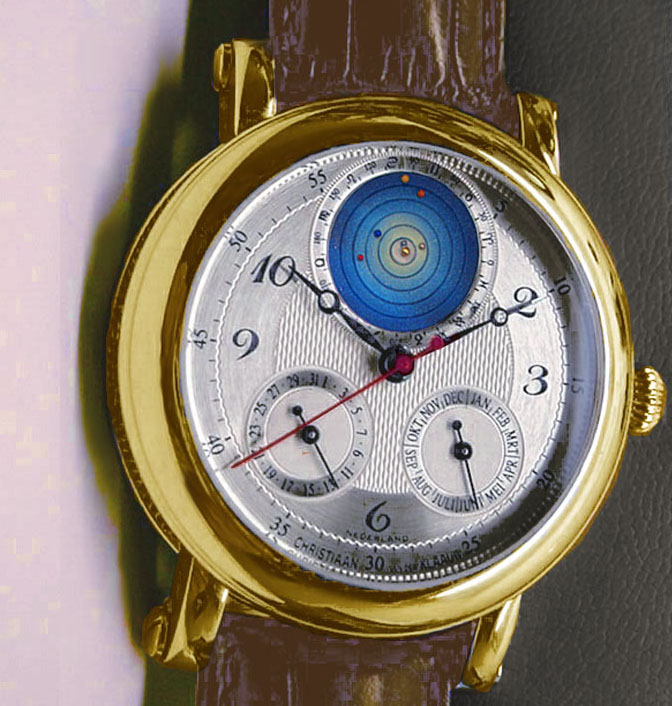
L'orologio da polso Planetarium 2000.

Con Christiaan van der Klaauw ci si riferisce a un'azienda olandese specializzata nella produzione di orologi tecnicamente avanzati.

## Storia
L'azienda venne fondata dall'olandese Christiaan van der Klaauw, il quale aveva aperto a Heerenveen un negozio per la riparazione di orologi antichi. Nel 1974 iniziò lui stesso a progettare e costruire orologi. Nel 1990 entrò a far parte della AHCI (Académie Horlogère des Créateurs Indépendants), una corporazione internazionale di orologiai.
Nel 1992, alla fiera di Basilea, van der Klaauw presentò il primo orologio astronomico da polso del mondo, aggiudicandosi la medaglia d'oro della giuria. Dal 1994 abbandonò le riparazioni e si concentrò solo sulla produzione di orologi. Un prodotto dall'azienda, nel 2011, vinse il primo premio come orologio più innovativo durante la competizione internazionale Watch of the Year, e, nel 2012, l'azienda vinse l'European Watch of the Year Award.
Quasi tutti i suoi modelli sono in numero limitato, sono realizzati a mano e hanno complesse funzioni astronomiche, mostrando informazioni relative al moto del Sole, della Luna, dei pianeti e delle stelle principali, oltre che le indicazioni sul giorno della settimana, la data, il mese, la stagione e l'anno.